# Kallnach
Kallnach (toponimo tedesco; in francese Chouchignies, desueto) è un comune svizzero di 1 902 abitanti del Canton Berna, nella regione del Seeland (circondario del Seeland).

## Storia
Il 1° gennaio  2013 ha inglobato il comune soppresso di Niederried bei Kallnach. Il 1° gennaio 2019, Kallnach si è fusa con Golaten

## Monumenti e luoghi d'interesse

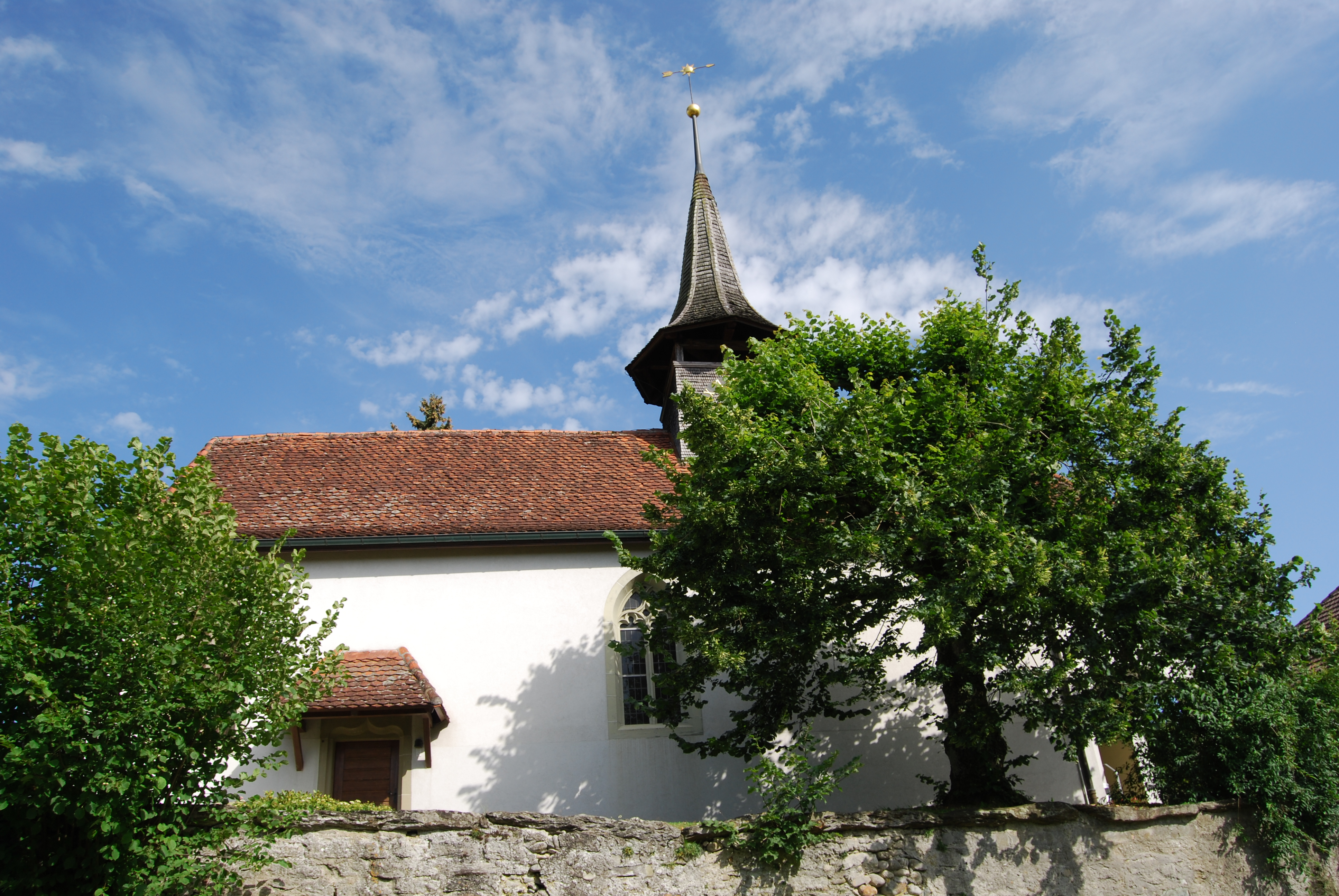
La chiesa riformata

- Chiesa riformata (già di Santa Margherita), eretta nel Medioevo e ricostruita nel 1608[2].

## Società

### Evoluzione demografica
L'evoluzione demografica è riportata nella seguente tabella:
Abitanti censiti

## Infrastrutture e trasporti
Kallnach è servito dall'omonima stazione sulla ferrovia Palézieux-Lyss.

## Amministrazione
Ogni famiglia originaria del luogo fa parte del cosiddetto comune patriziale e ha la responsabilità della manutenzione di ogni bene comune.